# مصطفی وهبی التل
مصطفی وهبی التل (عربی: مصطفی وهبی صالح التل)، (زاده: ۲۵ می۱۸۹۹، درگذشته: ۴ می ۱۹۴۹) ملقب به عرار معروفترین شاعر اردنی در تاریخ ۲۵ مه ۱۸۹۹ در شهر اربد واقع در شمال اردن زاده شد و تحصیلاتش را در همین شهر گذراند. فرزند وی وصفی التل در دهه ۷۰ قرن بیستم نخست‌وزیر و فرزند دیگرش سعید التل در دهه ۹۰ معاون نخست‌وزیر اردن بودند. اشعار وی مضامین مبارزه با ظلم و مقابله‌جویی با استعمار داشت و به همین خاطر مدال درجه ۳ نهضت را دریافت کرد.

## تحصیلات
مصطفی در سال ۱۹۱۲ به دمشق مسافرت کرد و ضمن تحصیل در آنجا در جنبش علیه ترک‌ها شرکت نمود و به همین خاطر به بیروت تبعید شد ولی بعد از مدتی مجدداً به بیروت بازگشت. بدنبال اختلافاتی که با پدرش پیدا کرد در سال ۱۹۱۷ بیروت را ترک کرده و به استانبول رفت. سپس در سال ۱۹۱۹ برای ادامه تحصیلات به دمشق بازگشت ولی رسیدن وی به دمشق همزمان با شروع جنبش‌های دانشجویی بود و مصطفی نیز در این جنبش‌ها شرکت و بعضاً نیز رهبری آنها را بعهده داشت و همین منجر به تبعید او به حلب شد در عین حال به او اجازه داده شد که به تحصیلاتش ادامه بدهد تا این که سرانجام در سال ۱۹۳۰ موفق به کسب مدرک حقوق گردید.

## آثار
از این شاعر آثار متعددی هم در زمینه نثر و هم شعر بجا مانده‌است. او به زبان‌های ترکی و فارسی نیز تسلط داشت. یکی از آثار مهم او ترجمه رباعیات خیام به عربی بود.

## درگذشت
مصطفی صبح روز سه شنبه ۲۴ می ۱۹۴۹ در بیمارستان دولتی عمان درگذشت و در زادگاهش تل اربد به خاک سپرده شد.